# Дилер (Небраска)
Дилер (енгл. Diller) град је у америчкој савезној држави Небраска.

## Демографија
По попису из 2010. године број становника је 260, што је 27 (-9,4%) становника мање него 2000. године.
| Група             | 2000.       | 2010.       |
| Белци             | 282 (98,3%) | 236 (90,8%) |
| Афроамериканци    | 0 (0,0%)    | 0 (0,0%)    |
| Азијати           | 0 (0,0%)    | 0 (0,0%)    |
| Хиспаноамериканци | 5 (1,7%)    | 19 (7,3%)   |
| Укупно            | 287         | 260         |